# 傳統迅速打擊

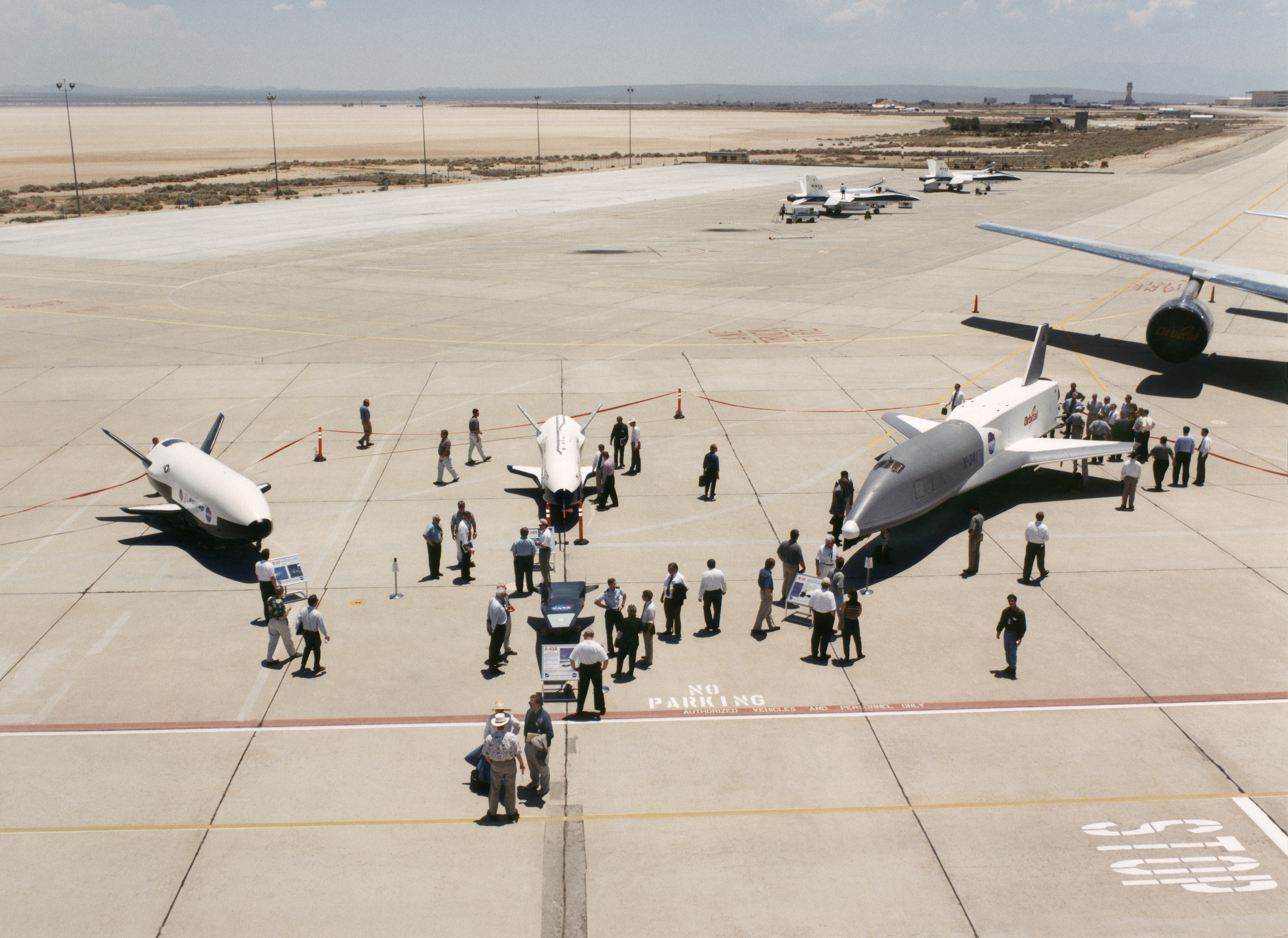
美国空军展示轨道试飞器與X-34。一个可靠的、可重复使用的、无人驾驶的空间测试平台可能的应用為侦察，太空轰炸机，甚至是军事卫星运送系统。

，原名即時全球打擊（英語：Prompt Global Strike, PGS）是美軍開發的一種系統，可以於一小時內在世界任何地方進行精確導引武器的常規武器空襲。與常規部隊相比，這種武器將使美國對迅速出現的威脅作出更迅速的反應。PGS系統在核衝突期間也可能有用，有可能取代針對多達30％的目標使用核武器。PGS計劃涵蓋了許多已建立和新興的技術，包括常規的地面發射飛彈以及空中和潛艇發射的超音速飛彈，儘管截至2018年尚未確定具體的PGS系統。